# Dave McIntyre
David "Dave" McIntyre – australijski zapaśnik walczący przeważnie w stylu klasycznym. Zajął 52. miejsce na mistrzostwach świata w 2007. Wicemistrz Oceanii w 2006 i trzeci w 2007 roku.